# 崩山
崩山（くずれやま）とは、青森県深浦町の山である。ここでは、八合目の「大崩（おおくずれ）」についても解説する。

## 概要
津軽国定公園十二湖を象徴する岩嶺の山である。白神岳から北西に延びる稜線上の先端に位置している。
写真の左にある岩場が「大崩」である。大崩は崩山の八合目に位置し、地滑りでできたとされる大崩落の山である。大崩落は地肌を完全にそぎ落として、山の半分を岩場にしている。この岩場の大崩近くの展望地から見る十二湖は、小さな池は森に隠されて、大きな池だけが12個見えたことから「十二湖」と名付けられたとされる。このように、崩山は十二湖の名付け親であり、一心同体となっている。大崩周辺は危険だが、眼下に大展望を得ることができる。
崩山山頂は灌木が生い茂り、展望はない。三角点と案内板、ベンチがある。

## 登山
十二湖の「奥十二湖」バス停から徒歩15分で青池に着く。湖畔に崩山登山口の看板がある。岩峰の側面のヤスノキ沢の登山道を登ると、標高300mに水場がある。更に大崩落を回り込むように登山道がある。崩山南方の肩に出ると、十二湖と日本海が望める絶景の地点に着く。更に、林の中を30分程度登ると崩山山頂に着く。山頂には青池から2時間15分程度で着く。
登山道は更に、大峰岳、白神岳まで伸びている。これは白神岳登山の十二湖コースとなっている。

## 参考文献

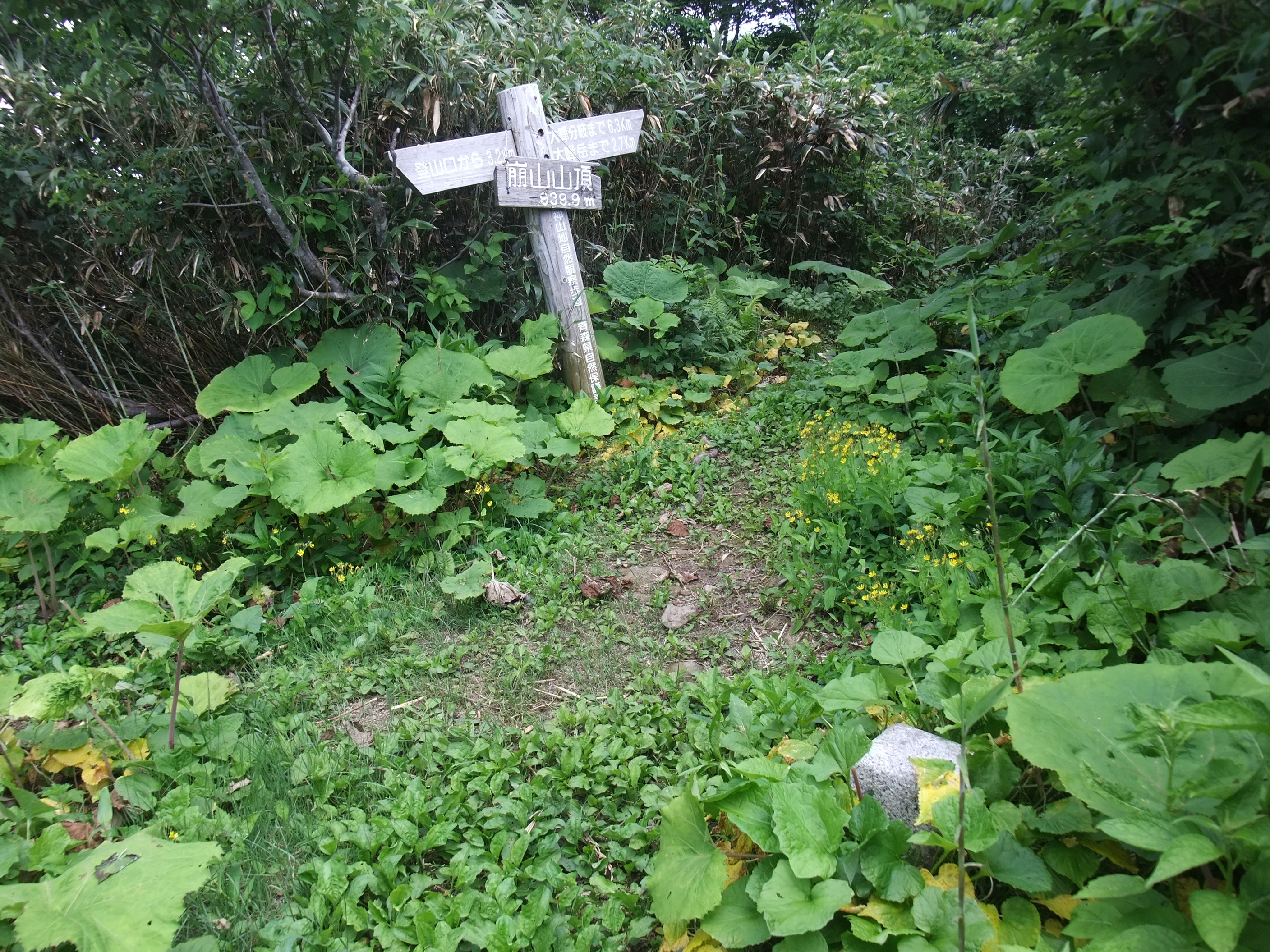
崩山山頂